# آرتور کویست
آرتور کویست (انگلیسی: Arthur Qvist; ۱۷ فوریهٔ ۱۸۹۶ – ۲۰ سپتامبر ۱۹۷۳) افسر (ارتش) اهل نروژ بود.